# Böttcher Moor
Das Böttcher Moor ist ein Landschaftsschutzgebiet in der niedersächsischen Gemeinde Weyhe im Landkreis Diepholz.
Das Landschaftsschutzgebiet mit dem Kennzeichen LSG DH 049 steht seit dem 29. Oktober 1938 unter Schutz (Datum der Verordnung: 6. Oktober 1938). Es liegt südlich des Weyher Ortsteils Leeste und besteht im Kern aus einem rund 1,2 Hektar großen und rund 2 Meter tiefen Schlatt, dem auch als Böttchers Moor bezeichneten Großen Moor, das nach der Weichsel-Kaltzeit entstanden ist. Es ist ein Rest eines in ein Heidegebiet eingebetteten Areals mit kleinen Stillgewässern und vermoorten Flächen, das ab dem 19. Jahrhundert kultiviert wurde. In das Landschaftsschutzgebiet einbezogen sind die um das Schlatt stockenden Bäume und Sträucher.

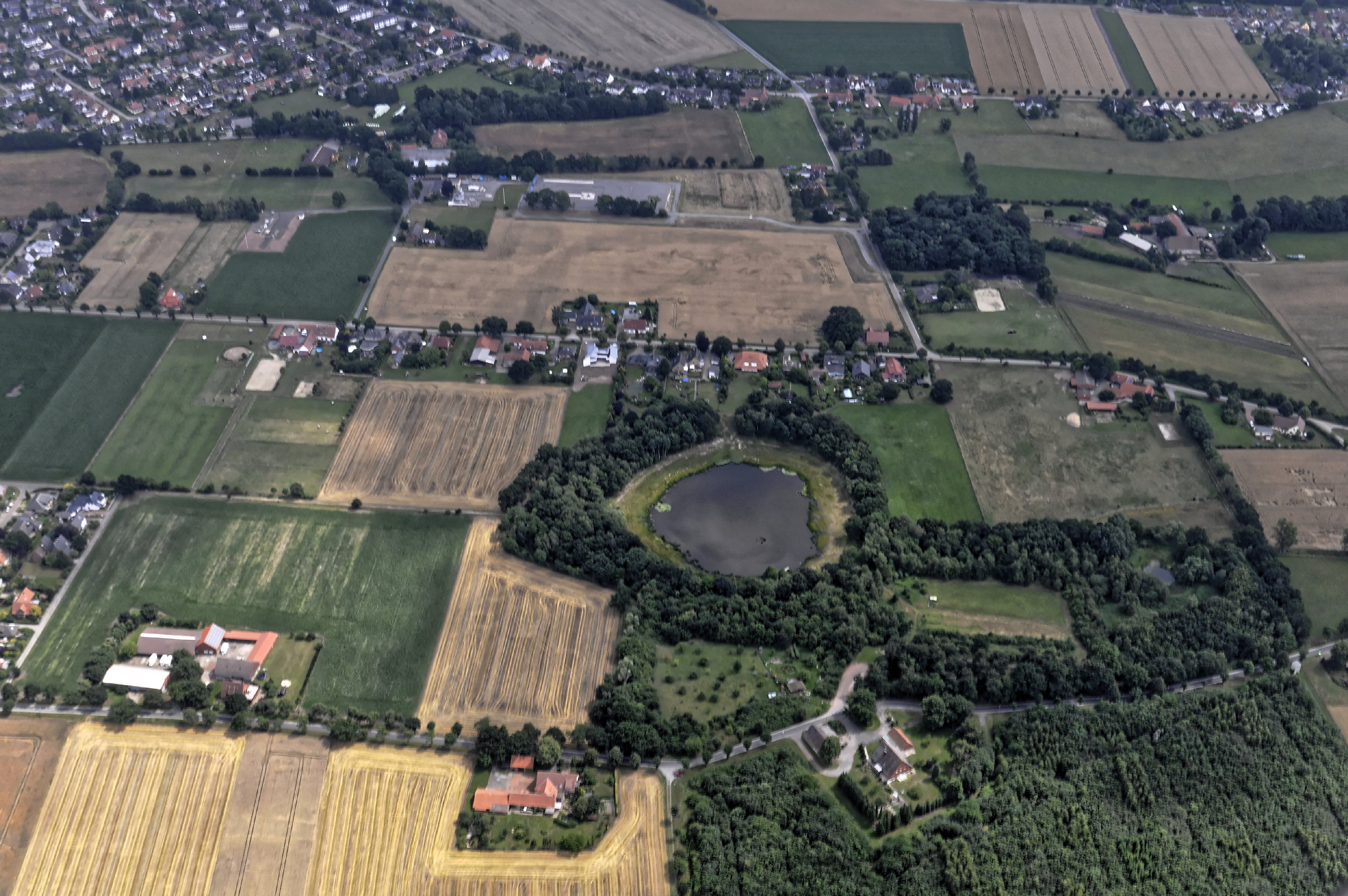
Blick von Westen auf das runde Schlatt, genannt „Großes Moor“, „Böttchers Moor“, „Esdohrs Moor“ oder „Leester Moor“ bei Weyhe (Luftbild; Juli 2015)

Das Schlatt wurde bis in die 1970er-Jahre als Badesee genutzt. Mit der Eröffnung des Freibades in Weyhe Mitte der 1970er-Jahre wurde der Badebetrieb eingestellt. Rund um das Schlatt wuchsen in der Folge Bäume und Sträucher, die es heute komplett umgeben. Durch Grundwasserabsenkung infolge von Trinkwasserförderung, Flurbereinigung und Bachbegradigung sinkt der Wasserstand des Schlatts. Inzwischen ist er so weit gefallen, dass weite Uferbereiche des Schlatts verlandet sind und von Rohrkolben, Binsen und Seggen eingenommen wurden. Auch Birken wachsen inzwischen in den trockengefallenen Bereichen. Ende Januar 2012 wurden Teile der Ufergehölze entfernt und das Schlatt entschlammt. Am Westufer des Schlatts befindet sich ein Steg, von dem aus das Gewässer gut einsehbar ist.
Die Gemeinde Weyhe betreut dieses Gewässer seit vielen Jahren. Gemeinsam mit dem NABU Weyhe wurde im Jahre 2007 westlich des Moores eine Naturschutzstation für umweltpädagogische Veranstaltungen errichtet. Auf dem angrenzenden Naturerfahrungsgelände wurde ein Baum- und Naturlehrpfad angelegt.